# Ivan Supičić
Ivan Supičić (Zagreb, 18. srpnja 1928.) je hrvatski akademik.
Redoviti je član Hrvatske akademije znanosti i umjetnosti.